# 1660 a tudományban
Az 1660. év a tudományban és a technikában.

## Születések
- február 19. – Friedrich Hoffmann  német orvos († 1742)
- április 16. – Hans Sloane báró, ír természettudós, orvos, botanikus († 1753)

## Halálozások
- április 6. – Giovanni Battista Hodierna  itáliai csillagász, Galileo Galilei követője (* 1597)
- június 30. – William Oughtred angol matematikus, a logarléc feltalálója (* 1575)